# 北投空中纜車
北投空中纜車，全稱北投線空中纜車計畫或稱為北投纜車、陽明山纜車，是一條臺北市宣布廢止路線。起初由陽明山國家公園管理處規劃，台北市政府採用BOT的方式，委由民間公司興建的休憩纜車系統。。2015年5月，臺北市政府決議停止興建。

## 簡介
北投空中纜車全長4.7公里，設置4站。預估由山下站至山上站約需15分鐘的時間，估計每小時可搭載2,000人。車廂為8人座，由法國Pomagalski S.A. 公司製造。

## 歷史

### 起初規劃
- 1989年，陽明山國家公園管理處委託RHAA公司研擬「陽明山國家公園整體交通改善研究規劃」。計劃中提出兩個可行方案：一為「公園環道專車系統」，二為「空中纜車通道系統」[5]；以其研究成果，建議以「空中纜車通道系統」做為陽明山國家公園遊客之交通工具[6]。

- 1990年，陽明山國家公園管理處委託中央營建技術顧問研究社，進行北投線空中纜車的規劃。隔年8月，顧問社完成研究報告「陽明山國家公園連外空中纜車實施方案及環境影響說明研究—北投地區進入國家公園纜車系統」，提出甲案、乙案、丙案三案。其中甲案、乙案預定拆除北投溫泉公共浴場作為起點[7]。由於浴場被認為具有歷史價值，後整修為北投溫泉博物館及被列為第三級古蹟後放棄方案。

- 1998年，中央營建技術顧問研究社完成了台北市政府工務局新建工程處委託研究報告「陽明山國家公園─北投線空中纜車規劃及初步設計」，向內政部營建署及臺北市政府簡報確定路線方案及採民間興建營運後轉移模式辦理為原則。[6]規劃中改以北投公園作為起點。[8]台北市市長陳水扁同意原則BOT方式開發，由北市府接辦後續工作。[9]

- 1999年，台北市政府依《環境影響評估法》函送台北市政府環境保護局審查，環保局函覆：

未達《開發行為應實施環境影響評估細目及範圍認定標準》第 19 條第 3 目規定（國家公園遊憩區內遊憩設施，其面積達10公頃以上，或挖填土石方達10萬立方公尺以上者）免實施環境影響評估。
- 2000年3月1日台北市工務局完成「北投線空中纜車計畫開發案簡報」資料；同月27日台北市政府裁示興建，並在2001年預算中編列6億經費。[6]但報告中企圖拆除北投文化館及加蓋北投溪的行為引起爭議。[11]

- 2001年，台北市工務局新建工程處函請行政院環境保護署釋示，經環保署函示：

北投線空中纜車計畫申請開發面積95,556平方公尺、挖填土方量69,145立方公尺，部分場站及纜車路線位於陽明山國家公園遊憩區，場站規劃包括休憩設施、餐飲設施等；因此，本案未達前項標準，無須實施環境影響評估。另依《國家公園法施行細則》第10條規定，本案興建應預先評估環境影響，其審查方式請徵詢該管法令主管機關意見。 

### BOT模式與弊案
- 2003年8月26日，內政部國家公園計畫委員會「陽明山國家公園第二次通盤檢討案」第53次會議通過北纜案以民間興建營運後轉移模式（BOT）進行。11月25日，台北市通過市轄區土地變更案。

- 2004年2月16日，內政部國家公園委員會「陽明山國家公園第二次通盤檢討案」第57次會議同意纜車興建計畫以「個案變更」方式送行政院核定。然而在招標公告期間，內政部於2004年5月12日以臺內營字第0940083413號公告「陽明山國家公園北投線空中纜車計畫個案變更計畫自94年5月12日起生效」，於變更計畫中公告陽明山國家公園（遊四）允許使用項目增加服務中心、研習住宿設施、溫泉遊憩設施等，此已與公開招標之內容不盡相同。而多家領標廠商因不知此項公告，認僅係單純經營纜車場站及附設餐飲設施，利潤不高，故未參與投標。[12]

- 2004年6月1日，台北市政府行文請內政部轉行政院核定（《促參法》規定）。內政部將市府報告、環境影響報告書、個案變更計畫提送營建署，核轉行政院核定，在陽明公園允許使用項目中增加「研習住宿設施」、「溫泉遊憩設施」及「纜車車站及設施」。9月20日，行政院核覆，有關環保和當地居民溝通等等建議事項退回台北市政府研議後，再依規定重新報覈。10月8日，台北市政府重新向行政院提出第二次報覈作業。

- 2005年1月25日，行政院經建會再次函覆內政部不予核定。經過兩次不予核定，2005年2月3日，台北市長馬英九於早餐會議要求下屬官員找立法委員餐敘，督促行政院儘速通過本案。[13]2月23日、24日，台北市副市長葉金川拜會行政院秘書長李應元、立法委員秦慧珠等，傳聞是對行政院施壓。[14]

- 2005年3月24日，行政院核定北投纜車計畫，此核定內容未含研習住宿和溫泉設施，計畫金額為10億元新臺幣。[15]

- 2005年4月20日，台北市政府公告北投纜車公開招商，由於多數領標廠商不知內政部已於變更計畫中公告陽明山國家公園（遊四）允許使用項目增加服務中心、研習住宿設施、溫泉遊憩設施等，只有力麒建設因透過之後儷山林休閒開發的股東李國書與陽管處長蔡佰祿熟識的關係得知內情，以利益驚人而提出投資申請[12]，在複審作業中承諾「依內政部法規辦理」，並於2005年6月24日接獲「北投線空中纜車案」甄選委員會通知為最優先申請人。

- 2005年11月，儷山林休閒開發與臺北市政府簽訂北纜BOT合約，合約金額突然增為29億新臺幣，項目增加溫泉旅館183間客房和64間湯屋。[15]該計畫2006年1月26日臺北市政府召開「北投線空中纜車BOT 案興建管理計畫書暨素地開發計畫書審議會議」時被與會者發現「研習住宿設施」規劃方向已有偏頗，要求儷山林應就山上站設施規模與預先評估環境影響報告內容的差異，提出環境差異性分析報告書。為迴避應進行的環境差異報告，李國書與力麒建設負責人郭銓慶竟然行賄蔡佰祿。[12]

- 2006年4月，儷山林休閒開發為取得建造執照，向北市環保局提出「預先評估環境影響報告書」，增加「研習住宿與溫泉設施」。並且向臺北市建築管理工程處申請水土保持計畫通過（該計畫沒有送陽管處）同月開始興建。[15]儘管陽管處承辦人員已註明分析報告書應修正，營建署也發現有異，於4月12日另行召開疑義會議，然郭銓慶反將行賄對象上升到即內政部政務次長顏萬進[12]。6月2日，蔡佰祿於6月9日自請退休前七天快速通過六張建照。7月19日，弊案爆發，台北地檢署前往內政部、陽明山國家公園管理處等據點搜索，傳喚包括顏萬進在內當事人到案，總計約談14人；顏萬進等人遭羈押。北投纜車案公告時總工程投資經費為10億新臺幣，簽約時金額增加為29億，後來再度增加至33億。所爆發的規避環評和貪瀆圖利背信問題開始廣受討論[16][17][18]，導致部份人士對於馬英九及台北市政府的懷疑。與媒體對抗等網站更有網友向法務部與台北地檢署檢察長告發馬英九瀆職，並質疑承辦檢察官俞秀端包庇馬英九。

- 2006年7月30日，台北市政府新聞處處長羅智成表示：目前所知，涉及北纜弊案的人為內政部次長、陽管處官員等，與市長、市府官員無關；事事要扯到市長，並不公允。內政部長李逸洋表示，該開發建照沒有經過環評，違法屬實，撤銷研習住宿與溫泉設施的執照，並批評台北市政府對於兩樣設施的增設並沒有再度要求環境評估的怠職行為[19]。

### 弊案被揭發
- 2006年，纜車興建期間傳出弊端。2006年7月間，陽明山管理處長蔡佰祿辦理退休，新任詹德樞接任處長職務後，收到民間興建營運後轉移模式合約對象，儷山林公司的股東李國書賄款五十萬，他立即向政風單位報告。而在被告犯行明確，對話全遭監聽錄下，此宗買通官員變更公共建設規格並放水的官商勾結案才被揭發。

- 2007年9月14日，台北地方法院在第一審認定內政部次長顏萬進手段惡劣、膽大妄為，依貪污、業務侵占等罪重判十五年、褫奪公權八年，貪污所得沒收。儷山林公司實際負責人郭銓慶，依行賄罪判三年、褫奪公權四年；李國書依行賄罪判一年、褫奪公權二年，緩刑四年，並捐公庫五十萬元，兩人符合減刑規定，刑期及褫奪公權均減半。收賄八百萬的陽明山管理處前處長蔡佰祿因自白犯行，輕判刑二年半，八百萬沒收；陽管處前秘書蔡銘添與前技士許國榮，依圖利罪分判六年及五年半[20]。

- 2008年7月16日，台灣高等法院在第二審判決，被告刑度略減，顏萬進共被判刑十二年八月，褫奪公權八年，追繳沒收賄款一百二十萬元。郭銓慶判刑十一個月，李國書半年、緩刑四年，前陽明山國家公園管理處主任秘書蔡銘添五年，前技士許國榮三年，郭等人尚可上訴[21]。

- 2008年10月15日，前內政部長余政憲因內政部長任內涉及在北投空中纜車弊案與南港展覽館弊案中外洩評選委員名單，於高雄國際機場欲出境時被請下飛機，經過台北地檢署訊問後，以洩密及圖利罪向台北地方法院聲請羈押；台北地方法院以余政憲有逃亡事實及涉及貪汙為由，裁定羈押禁見，並移送台北看守所。

- 2013年11月28日，最高法院維持原判，顏萬進仍判刑十二年八月，褫奪公權八年定讞[22]。儘管有不肖官員貪污舞弊，在該案中仍有公務員盡忠職守：如陽管處承辦人鄭玉華、叢培芝、蕭振嘉，行政院院長秘書張宏陸，不畏壓力，多次抵擋上級關說，堅持依法辦理[12][20]。

## 環評問題
- 2006年纜車弊案爆發後，專案小組發現，北市府1999年曾去函給當時的環保署長郝龍斌，要求解釋是否須作環境評估，但獲回覆未達環評標準所以未做環評。[23]台北市長馬英九表示，北投纜車本來就不需做環境影響評估。[24]

- 2008年立委丁守中邀集內政部營建署、陽管處及台北市新工處辦理座談會並做出結論：北市府各局處應針就北纜BOT興建規劃與計劃，依各單位的規範定出規格與要求，協調承包廠商依相關單位規格與要求施作，減少審議退件補件公文往返，縮短審議期程，以提升效率，儘速推動、促進地方繁榮、帶動觀光發展。[25]

- 2010年4月23日由郝龍斌市長宣布進行環評。[26]

- 2012年8月17日第一次環評；11月16日第二次環評；12月21日，第三次環評經過12名環評委員投票表決，7名委員贊成環評有條件通過，為北投纜車興建跨出一大步。有條件通過的條件有10多項，主要為「山上站」取消美食廣場設置計畫；「山下站」決定採用替代方案，從原址北投公園移到二號公園，減少交通、人潮對北投圖書館、北投溫泉博物館和北投百年公園的衝擊。另外，環評委員認為，有關塔柱站體座落的地質、支柱基礎地質、基樁的基礎結構及施工工法、安全性，除了土木技師工會鑑測，應送應用地質公會第三公正單位審查，並依相關法令送交審核通過，始得施工。環保局表示，環評有條件通過，因北纜位於陽明山國家公園內，未來還須經過國家公園審查和市府建築等審核，才能開始動工興建。[27]

- 2014年7月3日。台北高等行政法院判決撤銷原環評[28]。法官審理後認為，北投纜車計劃由北市府與儷山林公司共同開發，北市府卻由自己的環保局負責環境評估，違反《環境影響評估法》等法令，正確作法是呈報內政部轉由環保署進行環評，因此判決撤銷北市府前年通過的環評決議。長期關心北纜工程的北市議員吳思瑤說：「這是遲來的正義！北纜環評疑黑箱作業，明顯有政治力介入。」在北投長大的中央大學土木系教授陳慧慈則批評：「北市府的環評沒有考慮陽明山火山地質等影響纜車安全因素，且纜車路線經過住宅區及國中，對居住、教育品質傷害很大。」北市府上訴後，最高行政法院認為，北市府環保局負責北投纜車環境評估並無問題，只要3名代表北市府的環評委員迴避審查即可，日前將全案發回更審。

- 2014年10月1日台北高等法院更一審判決，再度撤銷北市府的環評決議。[29]

## 停止興建
- 2015年5月10日，台北市長柯文哲宣布，北市府決議不興建北投纜車，柯文哲表示，他反對陽明山開發，廠商對於經營這條虧本的北纜意願也不高。柯文哲表示，目前北市府與北投纜車承攬廠商雙方律師已經在談如何處理違約金，北市府會與廠商坐下來談退場機制。[30]。

- 2015年7月23日台北市都市計畫委員會審查北投纜車山下站興建工程，雖然臺北市政府都市發展局局長林洲民最後宣布撤回，但「多此一舉」行為引發與會的居民、環團人士甚至民進黨議員吳思瑤不滿。吳思瑤批評，柯文哲已經說不蓋纜車，都發局卻還在審山下站等細節，根本是橫向聯繫出了大問題。[31]